# Ain (rivière)
Pour les articles homonymes, voir Ain.
L'Ain est une rivière française qui prend sa source (une exsurgence karstique) en Bourgogne-Franche-Comté, entre les villages jurassiens de Conte et de La Favière à 681 mètres d'altitude, et se jette dans le Rhône (rive droite) à Anthon (Isère), après avoir parcouru 189,9 kilomètres. Elle a donné son nom au département de l'Ain. Les riverains et plus généralement les locuteurs des départements du Jura et de l'Ain la désignent sous le terme « rivière d'Ain », qui a pour avantage de lever l'ambiguïté avec le département. Dans la littérature scientifique, on retrouve quelquefois l'adjectif idanien (-ne) pour désigner des reliefs proches de la rivière d'Ain, ou des régions situées dans le département de l'Ain. Cet adjectif a été formé à partir d'Idanus, qui désignait l'Ain en latin.

## Étymologie
La forme ancienne est Igneus au IXe siècle (E. Philipon, Dict. Topogr. du dép. de l'Ain), Hinnis en 1169. D'un radical pré-latin Inn-, sans doute le même que celui de la rivière de l'Inn des Alpes,.
Pour le philosophe René Guénon, le mot vient de l'arabe aïn (عين : source). Le terme serait resté à la suite de l'occupation sarrasine dans le Sud et l'Est de la France entre le VIIIe siècle et le Xe siècle.

## Géographie
L'Ain prend sa source dans une vallée étroite et boisée entre les villages jurassiens de Conte et de La Favière, à proximité de la limite entre les communes de Conte et de Nozeroy, à 681 mètres d'altitude.
La rivière arrose Champagnole et Pont-d'Ain.
L'Ain draine la partie méridionale du Jura qui est la partie la plus élevée et la plus arrosée de ce massif, du fait de l'obstacle des crêtes disposées selon une orientation nord-sud coupant les vents d'ouest porteur de précipitations. Cela explique un débit important : 123 m3/s à la confluence. Son réseau, commandé par le relief et son soubassement structural, s'adapte aux dépressions synclinales, les vals. L'Ain tranche les chaînes par des cluses et dessine un tracé en baïonnette. De plus l'Ain draine beaucoup de sédiments le long de son tracé.

### Communes et cantons traversés
Dans les deux départements du Jura et de l'Ain, l'Ain traverse les soixante-cinq communes suivantes de Barésia-sur-l'Ain, Blye, Boissia, Bourg-de-Sirod, Cernon, Champagnole, Chancia, Charency, Charézier, Châtillon, Cize, Condes, Conte, Coyron, Hauteroche, Crotenay, Doucier, Doye, Largillay-Marsonnay, Lect, Maisod, Marigny, Mesnois, Moirans-en-Montagne, Monnet-la-Ville, Montigny-sur-l'Ain, Ney, Nozeroy, Onoz, Orgelet, Patornay, Pont-de-Poitte, Pont-du-Navoy, Sirod, Syam, Thoirette-Coisia, La Tour-du-Meix, Vescles, Ambronay, Blyes, Bolozon, Charnoz-sur-Ain, Châtillon-la-Palud, Chazey-sur-Ain, Cize, Corveissiat, Dortan, Hautecourt-Romanèche, Jujurieux, Loyettes, Matafelon-Granges, Neuville-sur-Ain, Poncin, Pont-d'Ain, Priay, Saint-Jean-de-Niost, Saint-Jean-le-Vieux, Saint-Maurice-de-Gourdans, Saint-Maurice-de-Rémens, Saint-Vulbas, Samognat, Serrières-sur-Ain, Varambon, Villette-sur-Ain, Villieu-Loyes-Mollon.

### Toponymes
L'Ain a donné son hydronyme aux huit communes suivantes de Barésia-sur-l'Ain, Montigny-sur-l'Ain, Charnoz-sur-Ain, Chazey-sur-Ain, Neuville-sur-Ain, Pont-d'Ain, Serrières-sur-Ain et Villette-sur-Ain.

### Bassin versant
L'Ain traverse vingt zones hydrographiques.

### Organisme gestionnaire
Les organismes gestionnaires sont le SR3A - Syndicat de la rivière d'Ain aval et affluents, depuis 2018 et le département du Jura depuis juillet 2012, à la suite du constat de rivière orpheline d'organisme gestionnaire sur le segment amont.

## Affluents
L'Ain a quinze affluents de plus de dix kilomètres de longueur, neuf de longueur entre cinq et dix kilomètres, et trente-et un de moins de cinq kilomètres de longueur.

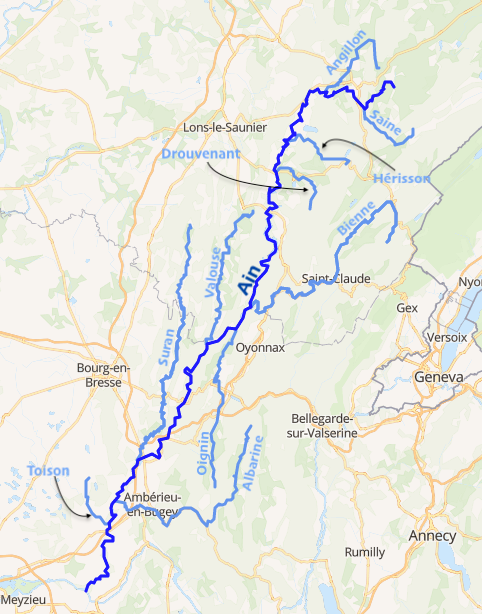
Le cours de l'Ain et de ses principaux affluents (carte interactive)

| - le Suran (74 km) avec 12 affluents - la Bienne (69 km) avec 17 affluents - l'Albarine (59 km) avec 14 affluents - la Valouse (42 km) avec 10 affluents - l’Oignin (28 km) avec 14 affluents - l'Angillon (27 km) avec 5 affluents - le Hérisson (21 km) - la Saine (19 km) avec 6 affluents - le Drouvenant (18 km) avec 2 affluents - la Toison (15 km) avec 5 affluents - l'Oiselon (14 km) - le Riez (13 km) avec 2 affluents - la Cozance (12 km) avec 1 affluent - la Serpentine (11 km) avec 4 affluents - la Cimante (11 km) avec 2 affluents - le Bief du Murgin (9 km) - la Londaine (8 km) avec 1 affluent - la Lantenne (8 km) avec 1 affluent - le Veyron (8 km) avec 1 affluent - le Daillon (6 km) - le Ruisseau de la Pèle (6 km) - le Bief de la Fougère (6 km) avec 1 affluent - l'Ecotet (5 km) - la Serra (5 km) - le Bief de l'Œuf (3 km) avec 1 affluent et aussi : - le ruisseau du Buronnet, le Ruisseau de Combe Sandon, le Bief de Provelle, le ruisseau de Fontaine Noire, le Bief du Moulin, le Bief de la Reculée, le Gardon, le Bief de Fosse, le Bief de Bissia, le ruisseau Sous Bief, le Copan, le Bief Martin, le Neyrieux, le ruisseau de Maillat, le ru du Gua, le Bief de Monet la ville, le ruisseau de la Planchette, le ruisseau de la Grave, le Dudon, le Bief des Grands Chaux, le Bief de la Fraite, le Bief de Cize, le Bief de Pisse-Vache, le Bief de Coquenelle, le Bief de Paillasson, le ruisseau des Combes, le ruisseau de la Balme, le Bief de sous le Crêt, le Bief du Janet, le ruisseau du Pré Bois. |

### Rang de Strahler
Son rang de Strahler est de six.

## Hydrologie

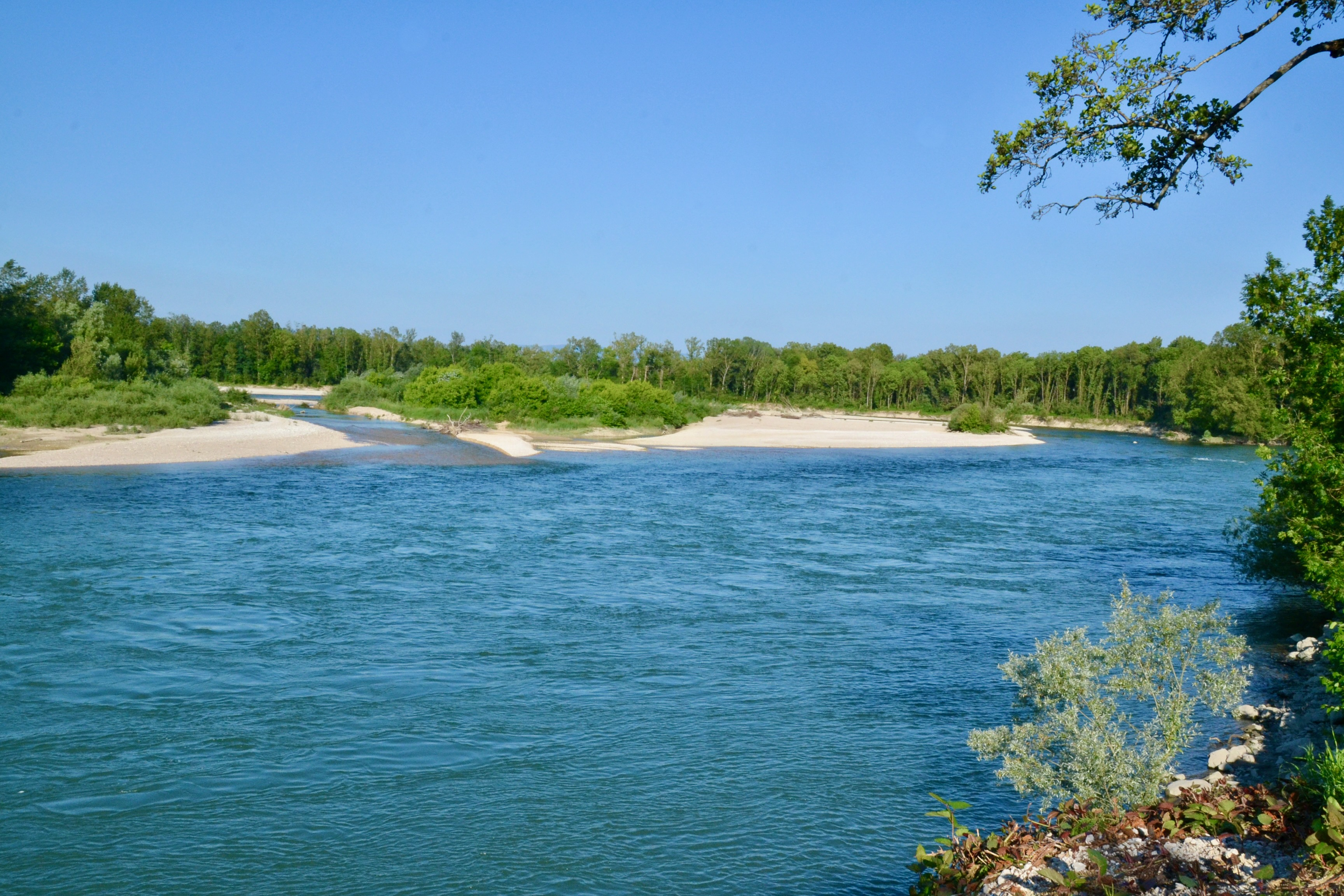
Confluence de l'Ain et du Rhône.

Le bassin, montagneux dans sa quasi-totalité, se développe surtout dans des assises calcaires perméables, ce qui explique la manifestation de nombreux phénomènes karstiques : circulation souterraine, pertes, résurgences, dépressions fermées ou dolines. Cette perméabilité confère au régime une irrégularité ou une variabilité marquée - les pluies provoquent des réactions soudaines et brèves. La neige ne joue qu'un rôle secondaire dans l'alimentation du bassin, même si on peut parler de régime pluvio-nival. L'Ain est capable de crues violentes, 2 600 m3/s ont été enregistrés à Chazey-sur-Ain en 1926.

### L'Ain à Chazey-sur-Ain
Le débit de l'Ain a été observé sur une période de 49 ans (1959-2007), à Chazey-sur-Ain, localité du département de l'Ain, située peu avant le confluent avec le Rhône. À cet endroit le bassin versant de la rivière est de 3 630 km2, soit sa quasi-totalité.
Le module de la rivière à Chazey-sur-Ain est de 123 m3/s.
L'Ain présente des fluctuations saisonnières de débit moyennes, avec des hautes eaux d'hiver-printemps faisant monter les débits mensuels moyens à un niveau compris entre 151 et 177 m3/s, de novembre à avril inclus (maximum en décembre suivi d'un second maximum en février-mars). Les basses eaux se produisent en été, de juillet à début septembre, avec une baisse du débit moyen mensuel jusqu'au niveau de 45,7 m3/s au mois d'août, niveau encore appréciable. Mais ces moyennes mensuelles cachent des oscillations périodiques plus importantes.

### Étiage ou basses eaux
À l'étiage, c'est-à-dire aux basses eaux, le VCN3, ou débit minimal du cours d'eau enregistré pendant trois jours consécutifs sur un mois, en cas de quinquennale sèche, peut chuter jusque 10 m3/s.

### Crues
Ce sont surtout les crues qui peuvent être très importantes. Le débit instantané maximal a été de 1 910 m3/s le 15 février 1990, tandis que le débit journalier maximal était de 1 770 m3/s à la même date. Les QIX 2 et QIX 5 valent respectivement 920 et 1 200 m3/s. Le QIX 10 est de 1 500 m3/s et le QIX 20 de 1 700 m3/s. Quant au QIX 50, il est de 1 900 m3/s, soit plus que celui de l'Allier - 1 500 m3/s en fin de parcours.
À titre de comparaison, le QIX 10 de la Marne à l'entrée de Paris vaut 510 m3/s, tandis que son QIX 50 est de 650 m3/s. Le QIX 10 comme le QIX 50 de l'Ain, rivière de débit moyen équivalent, sont trois fois plus élevés que ceux de la Marne, alors que le bassin versant de cette dernière est trois fois plus étendu. La même comparaison avec la Seine à Alfortville nous donne pour cette dernière un QIX 10 de 1 200 m3/s et un QIX 50 de 1 600 m3/s, soit des valeurs inférieures à celles de l'Ain, pour un bassin versant de la Seine huit fois plus étendu (30 800 km2) que celui de l'Ain (voir Débit de la Seine à Paris).

### Lame d'eau et débit spécifique
La lame d'eau écoulée dans le bassin de l'Ain est de 1 070 millimètres annuellement, ce qui est très élevé (trois fois plus que la moyenne d'ensemble de la France). Le débit spécifique (ou Qsp) se monte à 33,8 litres par seconde et par kilomètre carré de bassin.

## Aménagements et écologie

### Production hydro-électrique
De nombreux ouvrages ont été édifiés sur l'Ain et ses affluents pour produire de l'électricité ; ces barrages forment des lacs de retenue, parfois vastes comme celui de Vouglans. Ce dernier, mis en eau en 1968, est, avec son volume de plus de 600 millions de m3 d’eau et sa retenue de 35 kilomètres, le troisième plus important de France.
Liste des cinq principaux ouvrages avec leurs caractéristiques :
| Nom de l'ouvrage | Mise en service | Volume utile (en millions de m3) | Puissance maximale | Production annuelle | Hauteur de l'ouvrage | Altitude    |
| ---------------- | --------------- | -------------------------------- | ------------------ | ------------------- | -------------------- | ----------- |
| Vouglans         | 1968            | 420 Mm3                          | 285 MW             | 180 GWh             | 110 m                | 430 - 320 m |
| Saut Mortier     | 1966            | 1,07 Mm3                         | 44 MW              | 75 GWh              | 20 m                 | 330 - 310 m |
| Coiselet         | 1970            | 3,7 Mm3                          | 41 MW              | 110 GWh             | 20 m                 | 300 - 280 m |
| Cize-Bolozon     | 1931            | 4,72 Mm3                         | 23 MW              | 90 GWh              | 15 m                 | 285 - 270 m |
| Allement         | 1960            | 3 Mm3                            | 32 MW              | 110 GWh             | 30 m                 | 275 - 250 m |

### Faune
L'Ain est un cours d'eau très poissonneux où se pêchent la truite (truite fario en particulier), l'ombre commun, le brochet, le corégone, la perche, le barbeau, le hotu, la brème, la carpe, la tanche, le gardon, le vairon, le chevesne et la loche et le chabot. L'Apron du Rhône a été observé dans l'Ain à Port-Galland (Saint-Maurice-de-Gourdans), en 1989 et reste activement recherché dans le cours inférieur de la rivière.
De nombreux oiseaux peuplent les berges de la rivière : canards, aigrettes, cygnes, hérons, bécassines. Des castors sont aussi présents en particulier dans le cours inférieur (Basse vallée de l'Ain) et sur ses affluents, alors que sangliers et chevreuils se retrouvent dans les bois et forêts bordant le cours d'eau. La loutre est longtemps restée discrète mais les observations se multiplient depuis 2003.

## Galerie

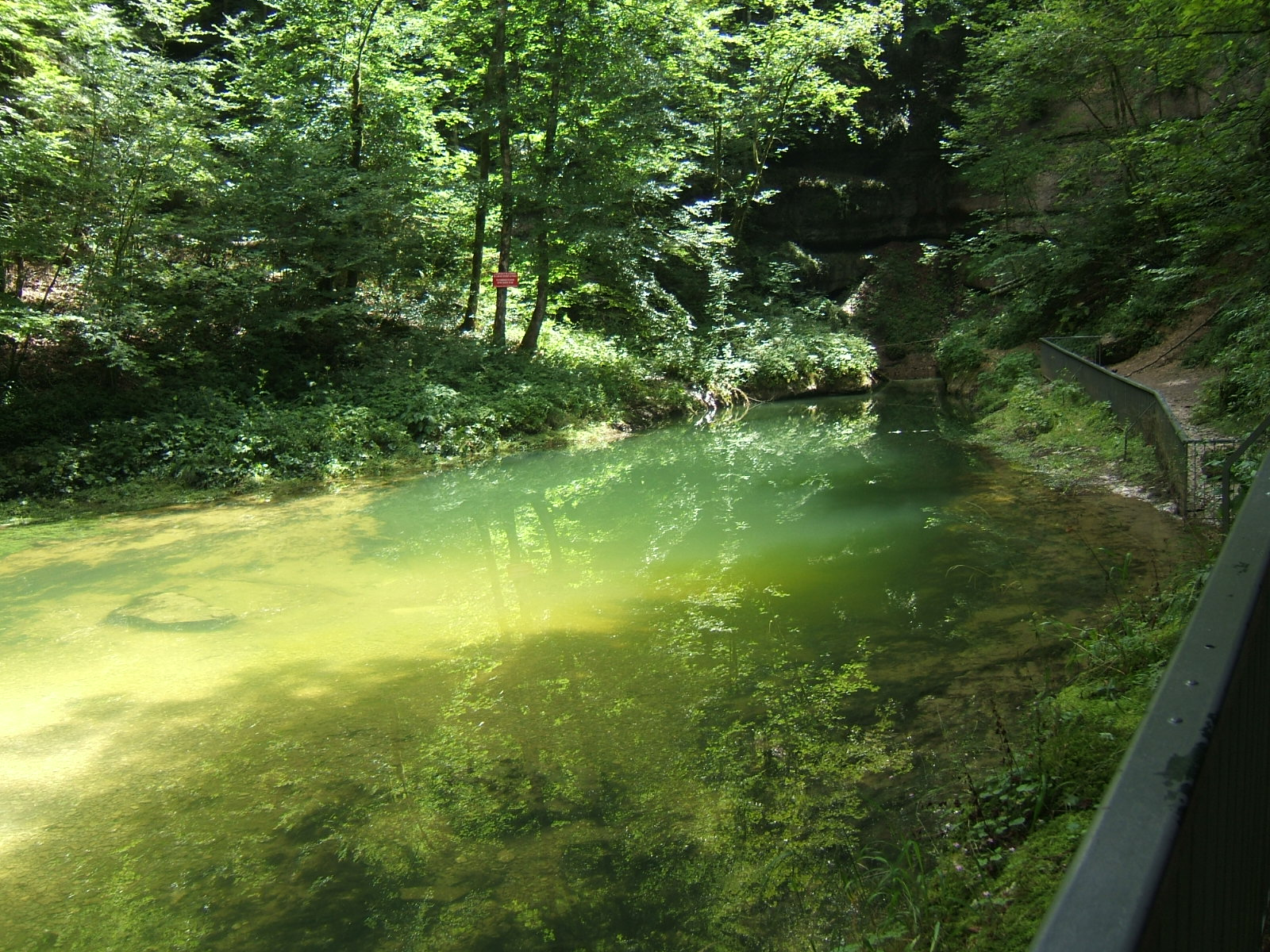
Source de l'Ain.
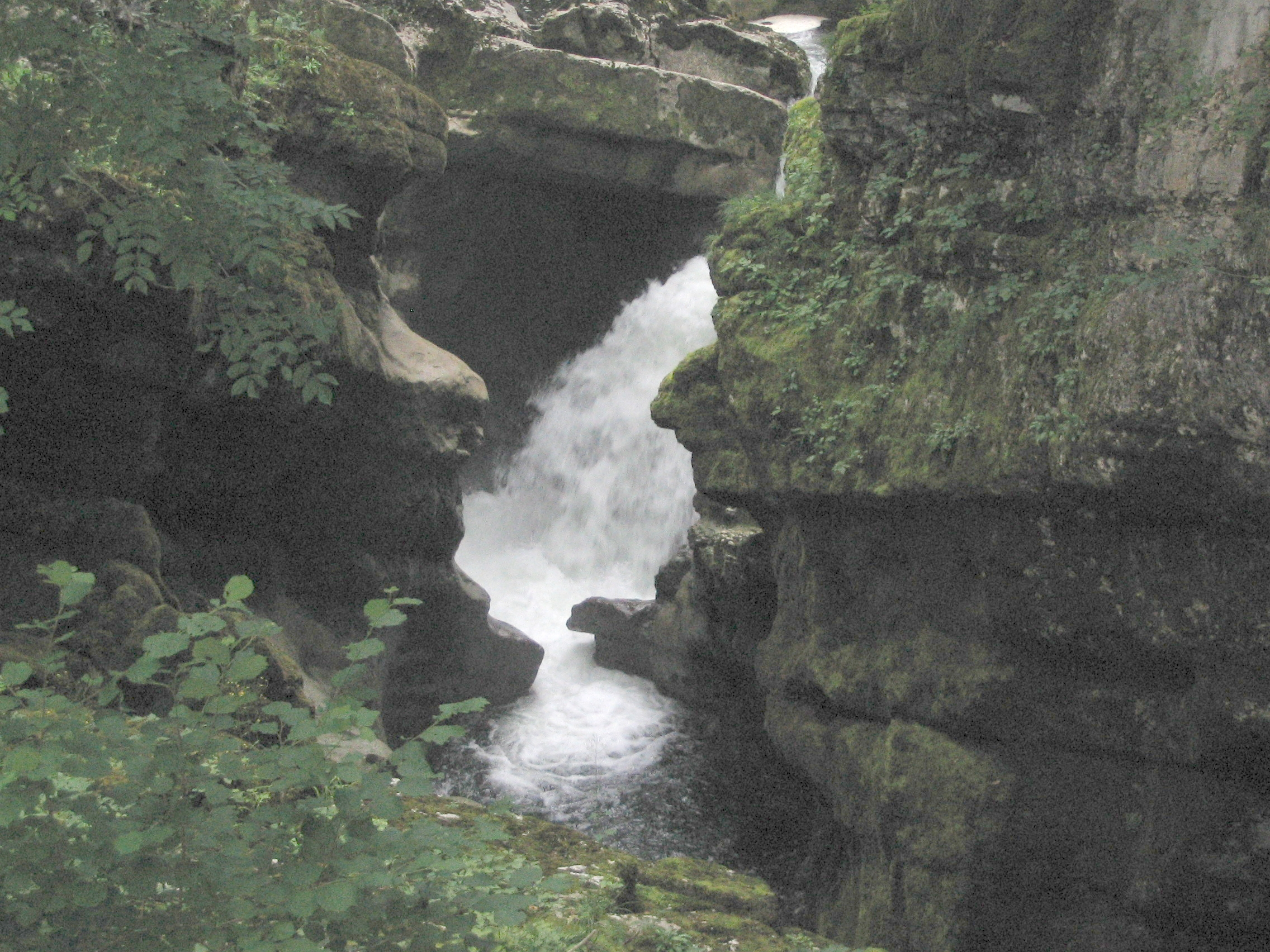
Pertes de l'Ain, près de Bourg-en-Sirod.
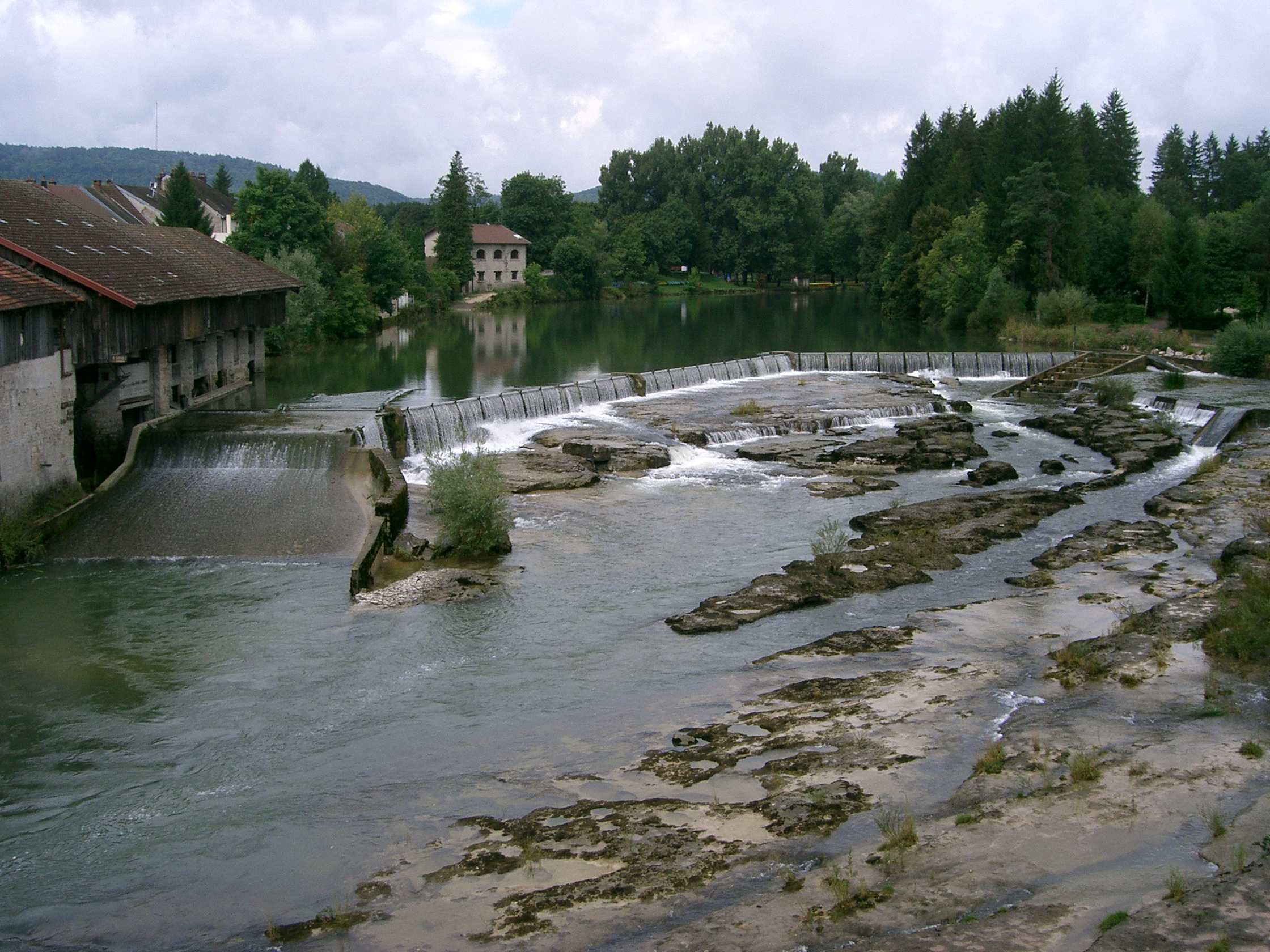
Les marmites de l'Ain à Pont-de-Poitte.
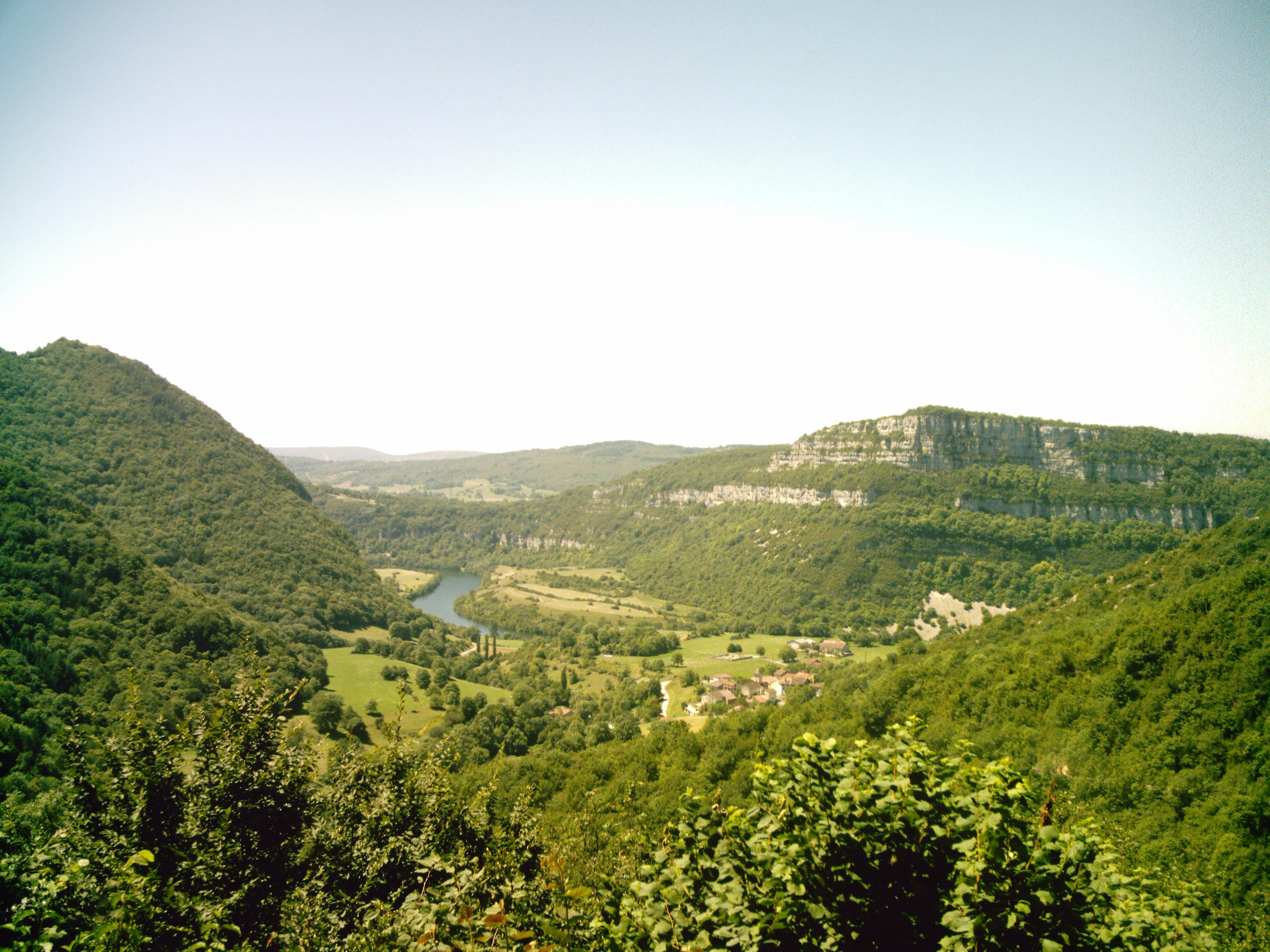
La rivière d'Ain à hauteur de Bolozon.
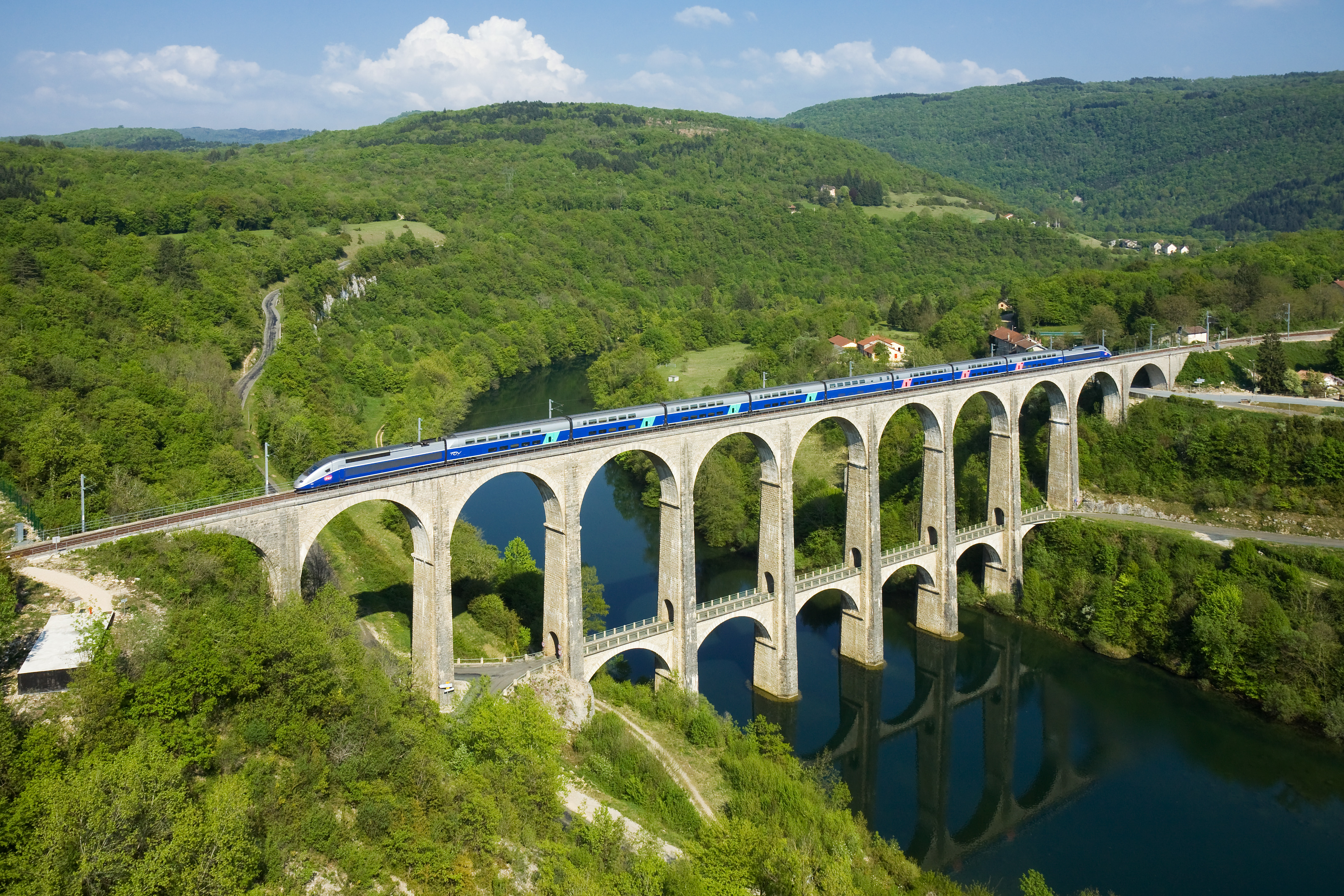
Le viaduc de Cize-Bolozon au-dessus de l'Ain.